# Raid sur Saint-Malo (1758)
Pour les articles homonymes, voir Raid sur Saint-Malo.
Pour le raid sur Saint-Malo qui a lieu trois mois plus tard (septembre 1758), voir Bataille de Saint-Cast.
Guerre de Sept Ans
Batailles
- Minorque (navale) (1756)
- Pirna (1756)
- Lobositz (1756)
- Reichenberg (1757)
- Prague (1757)
- Kolin (1757)
- Hastenbeck (1757)
- Gross-Jägersdorf (1757)
- Moys (1757)
- Rochefort (1757)
- Rossbach (1757)
- Breslau (1757)
- Leuthen (1757)
- Carthagène (navale) (1758)
- Olomouc (1758)
- Saint-Malo (1758)
- Rheinberg (1758)
- Krefeld (1758)
- Domstadl (1758)
- Cherbourg (1758)
- Zorndorf (1758)
- Saint-Cast (1758)
- Tornow (1758)
- Lutzelberg (1758)
- Hochkirch (1758)
- Bergen (1759)
- Kay (1759)
- Minden (1759)
- Kunersdorf (1759)
- Neuwarp (navale) (1759)
- Hoyerswerda (1759)
- Baie de Quiberon (navale) (1759)
- Maxen (1759)
- Meissen (1759)
- Glatz (1760)
- Landshut (1760)
- Corbach (1760)
- Emsdorf (1760)
- Dresde (1760)
- Warburg (1760)
- Liegnitz (1760)
- Rhadern (1760)
- Berlin (1760)
- Kloster Kampen (1760)
- Torgau (1760)
- Belle-Île (1761)
- Langensalza (1761)
- Cassel (1761)
- Grünberg (1761)
- Villinghausen (1761)
- Ölper (1761)
- Kolberg (1761)
- Wilhelmsthal (1762)
- Burkersdorf (1762)
- Lutterberg (1762)
- Reichenbach (1762)
- Almeida (1762)
- Valencia de Alcántara (1762)
- Nauheim (1762)
- Vila Velha de Ródão (1762)
- Cassel (1762)
- Freiberg (1762)

- Jumonville Glen (1754)
- Fort Necessity (1754)
- Fort Beauséjour (1755)
- 8 juin 1755
- Monongahela (1755)
- Petitcoudiac (1755)
- Lac George (1755)
- Fort Bull (1756)
- Fort Oswego (1756)
- Kittanning (1756)
- En raquettes (1757)
- Pointe du Jour du Sabbat (1757)
- Fort William Henry (1757)
- German Flatts (1757)
- Lac Saint-Sacrement (1758)
- Louisbourg (1758)
- Le Cran (1758)
- Fort Carillon (1758)
- Fort Frontenac (1758)
- Fort Duquesne (1758)
- Fort Ligonier (1758)
- Québec (1759)
- Fort Niagara (1759)
- Beauport (1759)
- Plaines d'Abraham (1759)
- Sainte-Foy (1760)
- Neuville (1760)
- Ristigouche (navale) (1760)
- Mille-Îles (1760)
- Signal Hill (1762)

- Cap-Français (1757)
- Martinique (1759)
- Guadeloupe (1759)
- Dominique (1761)
- Martinique (1762)
- Cuba (1762)

- Chandernagor (1757)
- Plassey (1757)
- Gondelour (1758)
- Négapatam (navale) (1758)
- Condore (1758)
- Madras (1758)
- Pondichéry (navale) (1759)
- Masulipatam (1759)
- Chinsurah (1758)
- Wandiwash (1760)
- Pondichéry (1760-1761)
- Manille (1762)

- Saint-Louis (1758)
- Gorée (1758)
- Gambie

Le raid sur Saint-Malo est une descente navale menée par les Britanniques en juin 1758 à proximité du port français de Saint-Malo en Bretagne. Bien que la ville elle-même n'ait pas été attaquée, comme cela avait été prévu à l'origine, les Britanniques détruisirent un nombre important de bâtiments de commerce et de navires corsaires avant de réembarquer une semaine plus tard. La composante navale des forces britanniques est commandée par le commodore Richard Howe, alors que les forces terrestres sont conduites par le duc de Marlborough et Lord Sackville.

## Contexte
Accumulant les défaites en Europe continentale, le gouvernement britannique décide, à partir de 1757, de tirer parti de sa supériorité navale pour lancer une série de descentes sur les côtes françaises, conformément aux propositions de William Pitt. Il s'agit alors de faire diversion et d'obliger la France à retirer une partie de ses forces d'Allemagne pour protéger ses côtes, là où les alliés de la Grande-Bretagne, la Prusse, Hanovre et le Brunswick reculaient. À l'automne 1757, une expédition britannique sur Rochefort parvient à capturer l'île d'Aix, mais échoue devant la ville et doit battre en retraite. En 1758, le duc de Brunswick demande à ses alliés britanniques de mettre leur politique en œuvre pour soulager ses troupes qui enchaînaient les défaites. Une importante flotte est armée au sud de l'Angleterre, sous la supervision de l'amiral Anson, le First Lord of the Admiralty.

## Le raid

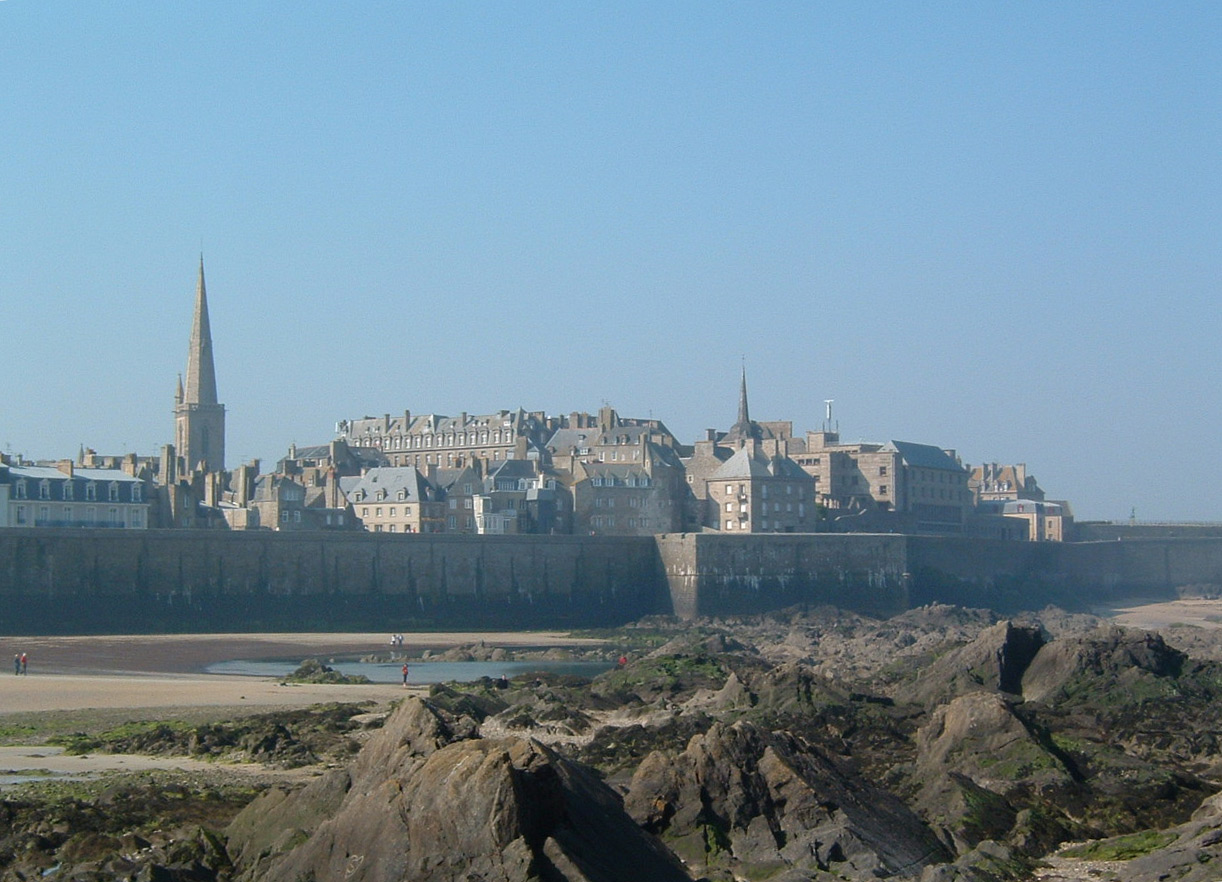
Saint-Malo - la cible de l'expédition.

Au début de l'année 1758, le gouvernement britannique commence à planifier la prochaine descente sur les côtes françaises, et rassemble des troupes sur l'île de Wight. De l'expédition de Rochefort, Pitt tire un certain nombre de leçons. De nouvelles barges de débarquement sont conçues et le processus de rassemblement des troupes est amélioré, permettant ainsi d'avancer la date du départ. La cible désignée de l'expédition est Saint-Malo, un port de pêche abritant de nombreux corsaires, sur la côte bretonne - permettant à la flotte de rester dans la Manche et de pouvoir immédiatement rentrer au port en cas de tentative d'invasion française. 
Le 1er juin, l'expédition met à la voile depuis l'île de Wight et elle atteint la baie de Cancale près de Saint-Malo le 5 juin. Dans la soirée, les barges de débarquement transportent les troupes britanniques à terre. Saint-Malo étant situé à l'extrémité d'une chaussée, les Britanniques espéraient s'en saisir afin de couper l'approvisionnement en eau potable de la ville. Une fois à terre, la seule opposition immédiate à laquelle les troupes britanniques doivent faire face est l'artillerie française, qui est bientôt réduite au silence par les canons embarqués à bord des vaisseaux britanniques restés au large. Les troupes débarquées se mettent alors en marche en direction de Saint-Malo, mais les commandants britanniques réalisent rapidement que la ville ne pourrait être prise sans un long siège - ce qui laisserait le temps aux Français d'envoyer des renforts qui les écraseraient. Aussi, décision est prise de se replier sur le petit port de Saint-Servan, où 30 navires et 100 autres bâtiments sont brûlés.
Des troupes sont également envoyées en reconnaissance en direction de Dol, située plus à l'est. Ces éclaireurs rapportent l'arrivée d'une importante force française et Marlborough décide qu'il est alors temps de réembarquer. Les 11 et 12 juin, les Britanniques remontent à bord des vaisseaux de l'expédition. 
La flotte britannique croisera une semaine de plus au large de Saint-Malo, avant de reprendre sa route le long de la côte, à la recherche de nouvelles cibles. Des attaques sur Le Havre et Caen sont un temps envisagées avant d'être abandonnées. Les Britanniques concentrent alors leur attention sur Cherbourg en Normandie. Cependant, le mauvais temps les empêche de mener à bien les débarquements de troupes prévus pour les 29 juin et 3 juillet et, étant à court d'eau potable, Marlborough décide de reprendre le chemin de Portsmouth.

## Conséquences

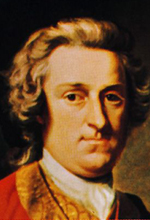
Le duc de Marlborough. Quelques mois plus tard, il prend la tête du premier contingent britannique envoyé combattre en Allemagne.

Bien que l'expédition ait échoué à prendre Saint-Malo, elle est considérée en Grande-Bretagne comme un succès. En apprenant qu'une importante flotte avait quitté l'Angleterre, l'inquiétude gagne le gouvernement à Paris, qui croit alors que cette flotte est destinée aux Flandres où elle pourrait faire la jonction avec les armées allemandes conduites par le Duc de Brunswick qui venaient de traverser le Rhin. Lorsque l'on découvre que Saint-Malo était la cible de l'expédition, paradoxalement, le sentiment général est un sentiment de soulagement. Cependant, à l'image du raid sur Rochefort, cette descente soudaine sur les côtes françaises inquiète et un nombre plus important d'hommes sont affectés à la défense des côtes.
En septembre de la même année, à la suite du succès de la descente sur Cherbourg, une deuxième force britannique, placée sous les ordres de Thomas Bligh tente un nouveau raid sur Saint-Malo. Mais, attendus par un important contingent français, ils sont contraints de réembarquer, en essuyant de lourdes pertes. Cette défaite marque la fin de la politique de raids et de « descentes navales », les Britanniques préférant désormais engager davantage de forces en Allemagne plutôt que de risquer un nouvel échec.
Malgré ce dernier revers, ces raids ont atteint leurs objectifs dans la mesure où ils atteignent le moral de la population française, et montrent que le territoire de la France métropolitaine était lui aussi sous la menace des attaques britanniques. En réponse, la France planifie une invasion de la Grande-Bretagne, destinée à mettre un terme au conflit, mais ces plans doivent être abandonnés après les défaites de Lagos et de la baie de Quiberon.
Le Prince Edward, le frère cadet de Prince de Galles, devait prendre part à l'expédition suivante.

### Sources et bibliographie
- (en) Cet article est partiellement ou en totalité issu de l’article de Wikipédia en anglais intitulé « Raid on St Malo » (voir la liste des auteurs).

En français
- Edmond Dziembowski, La guerre de Sept Ans, Paris, éditions Perrin, coll. « Tempus », 2018, 851 p. (ISBN 978-2-262-07502-6)

En anglais
- (en) Julian Stafford Corbett, England in the Seven Years' War : A study in Combined Operations, vol. I, Londres, 1907
- (en) Fred Anderson, Crucible of War : The Seven Years' War and the Fate of Empire in British North America, 1754-1766, Faber and Faber, 2001
- (en) Richard Middleton, The Bells of Victory : The Pitt-Newcastle Ministry and the Conduct of the Seven Years' War, 1757-1762, Cambridge University Press, 1985
- (en) N. A. M. Rodger, The Command of the Ocean : A Naval History of Britain, 1649-1815, Penguin Books, 2006
- (en) David Syrett, Admiral Lord Howe : A Biography, Spellmount, 2006
- (en) Stella Tyllard, A Royal Affair : George III and his Troublesome Siblings, Vintage, 2007
- (en) Franz A.J. Szabo, The Seven Years War in Europe, 1756-1763, Pearson, 2008
- (en) Brendan Simms, Three Victories and a Defeat : The Rise and Fall of the First British Empire., Penguin Books, 2008